# Шельмуфский
«Описание истинных, любопытных и преопасных странствований на воде и на суше Шельмуфского» (нем. Schelmuffskys warhafftige curiöse und sehr gefährliche Reisebeschreibung zu Wasser und Lande) — роман немецкого писателя Христиана Рейтера, впервые опубликованный в 1696—1697 годах. Считается главным произведением писателя, существенно повлиявшим на развитие немецкой литературы.

## Сюжет
Роман представляет собой рассказ главного героя о его вымышленных путешествиях и опасных приключениях. Желая внушить уважение к себе, Шельмуфский невольно выказывает себя глупцом, пошлым плутом и трусом.
Сюжетно «Шельмуфский» связан с рядом других произведений Рейтера — пьесами «Честная женщина из Плиссина» и «Болезнь и кончина честной женщины Шлампампе», речью «В память почившей в бозе честной женщины Шлампампе».

## Восприятие
Исследователи отмечают связь образа Шельмуфского с персонажами «Фацетий» Генриха Бебеля, «Дорожной книжечки» Йёрга Викрама, народной книги XVI века «Рыцарь-Зяблик», других произведений о «вралях». При этом у Рейтера рассказы о хвастовстве впервые выходят на уровень социального обобщения. В то же время «Шельмуфский» — пародия на популярные в конце XVII века галантные романы аристократического барокко, опирающаяся в том числе на традиции плутовского романа.
В XVIII веке роман Рейтера оказался на время почти забыт. Тем не менее он существенно повлиял на «Удивительные приключения Мюнхгаузена» Готфрида Августа Бюргера. В начале XIX века «Шельмуфского» высоко ценили гейдельбергские романтики, видевшие в нём победу «свободы духа» над мещанством. Его герой стал центральным персонажем новеллы Ахима фон Арнима «Три архиглупца», Клеменс Брентано планировать создать целый цикл пьес о Шельмуфском.